# Втрати Су-25 ВПС України з 2022
У статті наведено дані про втрати Су-25 "Грачі" з моменту введення військового стану
Всі птахи знаходяться при Миколаївській бригаді, місце базування нині невідоме. Станом на 2022 рік в бригади було не більше 41 літака, крім того було передано 4 борти з Північної МАкедонії. В період з 24 лютого 2022 року бригада втратила мінімум 15 літаків у небі та мінімум 6 на землі внаслідок влучать в місця зберігання
Повідомлялось також, що ВПС Болгарії передали Україні 14 літаків для 299 бригади.

## В повітрі
| №   | Дата            | Бортовий номер | Пілот                                                 | Бригада  | Місце                    | Обставини      |
| --- | --------------- | -------------- | ----------------------------------------------------- | -------- | ------------------------ | -------------- |
| 1.  | 24 лютого 2022  | Синій 19       | Жибров Олександр — підполковник, командир ескадрильї  | 299 БрТА | Херсонська область       | Збитий з землі |
| 2.  | 24 лютого 2022  | Синій 30       | Щербаков Олександр — капітан, ведений                 | 299 БрТА | Херсонська область       | Збитий         |
| 3.  | 25 лютого 2022  | Синій 39       | Матуляк Геннадій — підполковник, командир ескадрильї  | 299 БрТА | Київська область         | Збитий         |
| 4.  | 26 лютого 2022  | Синій 31       | Антихович Андрій — капітан                            | 299 БрТА | Херсонська область       | Збитий         |
| 5.  | 27 лютого 2022  | Синій 49       | Максимов Андрій — старший лейтенант, потрапив у полон | 299 БрТА | Херсонська область       | Збитий         |
| 6.  | 2 березня 2022  | Синій 29       | Корпан Олександр — капітан, командир ланки            | 299 БрТА | Хмельницька область      | Збитий         |
| 7.  | 3 березня 2022  | Синій 40       | Мороз Вадим — капітан                                 | 299 БрТА | Миколаїська область      | Збитий         |
| 8.  | 14 березня 2022 | Синій 36       | Василюк Роман — майор, потрапив полон                 | 299 БрТА | Донецька область         | Збитий         |
| 9.  | 22 березня 2022 |                | Ростислав живий                                       | 299 БрТА | Запоріжська область      | Збиття         |
| 10. | 15 квітня 2022  | Синій 16       | Середюк Єгор — капітан, командир ланки                | 299 БрТА | Харківська область       | Збитий         |
| 11. | 14 травня 2022  | Синій 37       | Пархоменко Сергій — капітан, командир ланки           | 299 БрТА | Запоріжська область      | збитий         |
| 12. | 26 липня 2022   | Синій 32       | Кукурба Олександр — майор, начальник розвідки         | 299 БрТА | Дніпропетровська область | Збитий         |
| 13. | 7 вересня 2022  | Синій 46       | Благовістний Вадим — майор,                           | 299 БрТА | Миколаївська область     | Збитий         |
| 14. | 27 січня 2023   |                | Мурашко Данило — капітан,                             | 299 БрТА | Донецька область         | Збитий         |
| 15. | 7 лютого 2024   |                | Риков Владислав — підполковник                        | 299 БрТА | Донецька область         | Збитий         |
| 16. | 14 грудня 2024  | Синій 27       |                                                       | 299 БрТА | Херсонська область       | Збитий         |

## На землі
10 квітня 2022 три типу су-25
10 жовтня 2023
24 лютого 2022 року борти12 і42 виведені з ладу
1. ↑  Accident Sukhoi Su-25M1K 19 Blue, Thursday 24 February 2022. asn.flightsafety.org. Процитовано 31 серпня 2024.
2. ↑  Accident Sukhoi Su-25M1 30 Blue, Thursday 24 February 2022. asn.flightsafety.org. Процитовано 31 серпня 2024.
3. ↑  Accident Sukhoi Su-25M1K 39 Blue, Friday 25 February 2022. asn.flightsafety.org. Процитовано 31 серпня 2024.
4. ↑  Accident Sukhoi Su-25M1K 31 Blue, Saturday 26 February 2022. asn.flightsafety.org. Процитовано 31 серпня 2024.
5. ↑  Accident Sukhoi Su-25M1 49 Blue, Saturday 26 February 2022. asn.flightsafety.org. Процитовано 31 серпня 2024.
6. ↑  Accident Sukhoi Su-25M1 29 Blue, Wednesday 2 March 2022. asn.flightsafety.org. Процитовано 31 серпня 2024.
7. ↑  Accident Sukhoi Su-25M1 40 Blue, Thursday 3 March 2022. asn.flightsafety.org. Процитовано 31 серпня 2024.
8. ↑  Accident Sukhoi Su-25 , Monday 14 March 2022. asn.flightsafety.org. Процитовано 31 серпня 2024.
9. ↑  Ağır Hasar Alan Ukrayna Su-25 Savaş Uçağı Boş Araziye Acil İniş Yaptı. Göklerdeyiz Havacılık Sitesi (тур.). Процитовано 31 серпня 2024.
10. ↑  Accident Sukhoi Su-25 , Friday 15 April 2022. asn.flightsafety.org. Процитовано 31 серпня 2024.
11. ↑  Accident Sukhoi Su-25 , Saturday 14 May 2022. asn.flightsafety.org. Процитовано 31 серпня 2024.
12. ↑  «Вічного польоту, Олександре!»: в бою з рашистами загинув 28-річний Герой України Олександр Кукурба. armyinform.com.ua (укр.). Процитовано 31 серпня 2024.
13. ↑  Білоус, Світлана (15 листопада 2022). Меморіал пам’яті: військовий льотчик Вадим Благовісний. ЧЕline | (рос.). Процитовано 31 серпня 2024.
14. ↑  Не повернувся з бойового завдання: загинув молодий український пілот. ТСН.ua (укр.). 14 грудня 2024. Процитовано 19 грудня 2024.
15. ↑  Єдиний державний реєстр судових рішень. web.archive.org. 20 березня 2023. Архів оригіналу за 20 березня 2023. Процитовано 31 серпня 2024.{{cite web}}:  Обслуговування CS1: bot: Сторінки з посиланнями на джерела, де статус оригінального URL невідомий (посилання)